# Omaha Beach
Omaha Beach, även kallad ”Bloody Omaha”  var kodnamnet på en del av norra Frankrikes kustremsa, från Sainte-Honorine-des-Pertes till Vierville-sur-Mer, som de allierade landsteg på i Operation Overlord, under andra världskriget. På den 5,6 km långa strandremsan landsteg amerikanska trupper - V Corps under befäl av generalmajor Leonard Gerow - bestående i huvudsak av den stridsvana 1:a infanteridivisionen (The Big Red One) och den tämligen färska 29:e infanteridivisionen. Förlusterna blev stora på grund av kraftigt tyskt försvar men operationen räknades ändå som en framgång. 
Den oprövade 29:e infanteridivisionen tillsammans med åtta jägarkompanier, omdirigerade från Pointe du Hoc, hade order att anfalla strandens västra flank. 1:a infanteridivisionens mål var den östra delen. Detta var deras tredje amfibiska anfall i kriget (Afrika och Sicilien var de första två). Huvudmålet med invasionen på Omaha Beach var att säkra stranden mellan Port-en-Bessin och floden Vire, innan de tog sig vidare söderut mot Saint-Lô.
Krigsfotografen Robert Capa fanns med bland landstigningstrupperna under landsättningen. Han tog flera fotografier under D-dagen.

## "Blodiga Omaha"

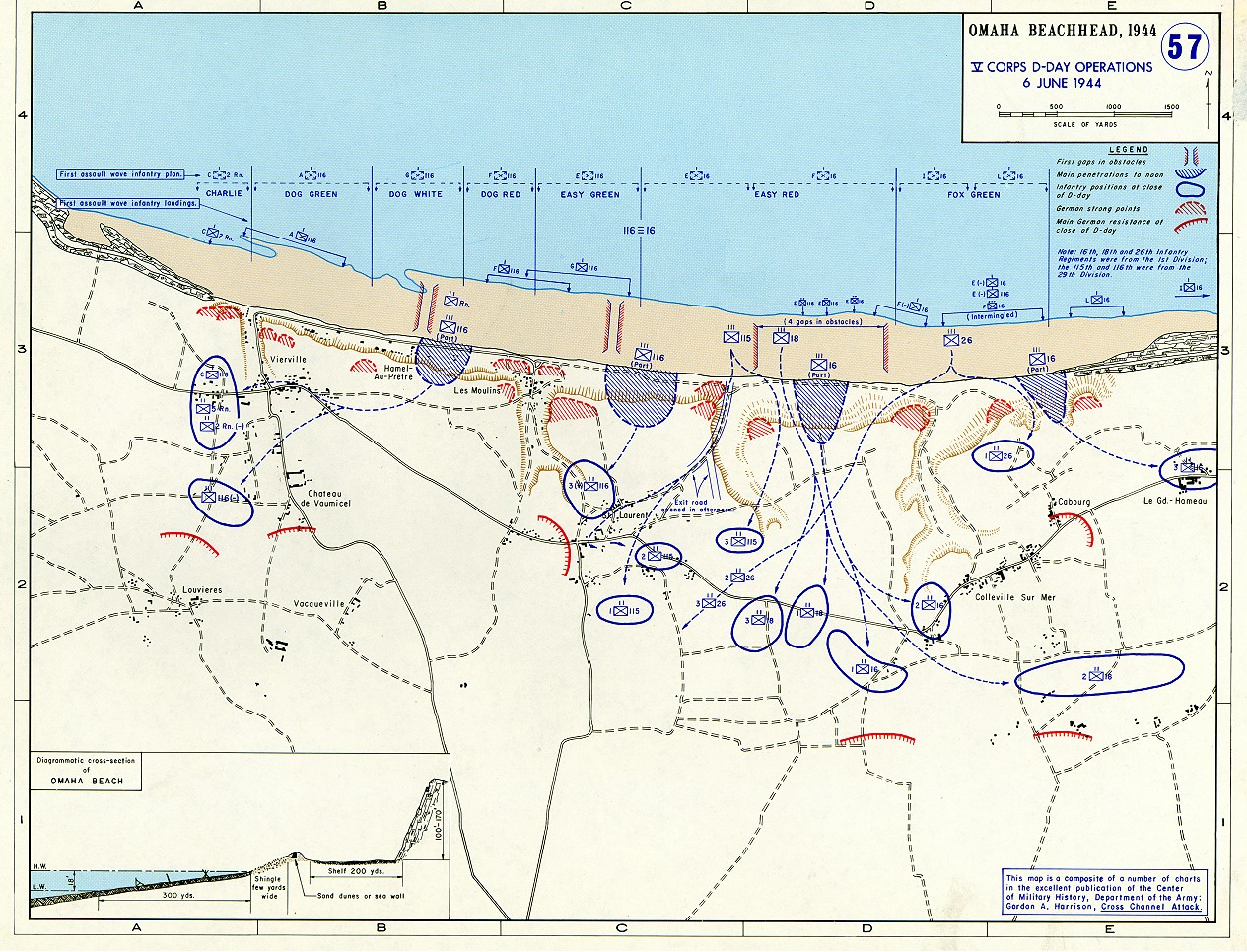
Karta över Omaha-stranden 6 juni 1944.

På Omaha Beach utsattes amerikanska 1:a infanteridivisionen för landstigningens största prövningar. Wehrmacht var väl förberett mot angrepp från Atlanten; hinder hade lagts ut utmed stranden och det faktum att stranden lutade något nedåt mot havet gav ett utmärkt eldområde från stridsställningar ovanpå de branta klipporna. Tyska 352:a divisionen som försvarade Omaha Beach var en av de bättre övade enheterna i området. 27 av 32 amfibiska stridsvagnar av typen Sherman DD som skulle understödja soldaterna, körde fast i havet och kunde inte ta sig i land. Detta på grund av en kombination av ogynnsamma väderförhållanden (de två meter höga vågor som slog emot stridsvagnarna var för hårda), olämplig navigering (stridsvagnarna var ordnade i en trappstegsformation vilket gjorde att vågorna slog in mot de nedre delarna av deras flytanordning) och dåligt ledarskap (flera av dem släpptes av invasionsbåtarna ca 5 km från stranden vilket var för långt för de ömtåliga stridsvagnarna).
De allierades luftbombardemang av strandförsvaret före landsättningen var i stort sett ineffektiv - de flesta bomber slog ner för långt inåt landet. Bombardemanget från flottan precis före landsättningen var även det ineffektivt på grund av den korta tid som sjökanonerna kunde avfyras (40 minuter). De tyska ställningarna var mer eller mindre intakta när de första anfallsvågorna landsteg på stranden. Soldater som inte dödades med detsamma fann inget skydd på den 180 meter breda stranden. De få skydd som fanns var oanvändbara eftersom tyskarna hade organiserat sig med överlappande eldområden från stridsställningarna. Dimma och rökridåer utlagda av artilleri gjorde det svårt för soldaterna att se och de flesta kunde bara urskilja klipporna framför.
Kaos infann sig i de välplanerade anfallsvågorna när vind, vågor och strömmar spred ut landsättningsfartygen långt från sina mål. Trötta och sjösjuka soldater, nedtyngda av blöt och sandig utrustning, kunde inte springa över de öppna sandytorna. De flesta kunde bara gå eller jogga fram mot skydden.
Den markanta klipptoppen Point du Hoc var ordnad som en eldställning för ett antal tunga kanoner som var målet för amerikanska 2:a jägarbataljonen. Bataljonens uppgift var att klättra uppför det 30 meter höga stupet med hjälp av stegar och klätterrep under fientlig eldgivning för att kunna angripa och förstöra kanonerna, som beräknades kunna behärska såväl Omaha som Utah. Eldställningarna påträffades och kanonerna, som hade flyttats därifrån, sannolikt under den kraftiga artillerielden som föregick landstigningen, kunde förstöras där de senare hittades. Bataljonens förlustsiffror uppgick till nästan 50 %.

## Genombrott

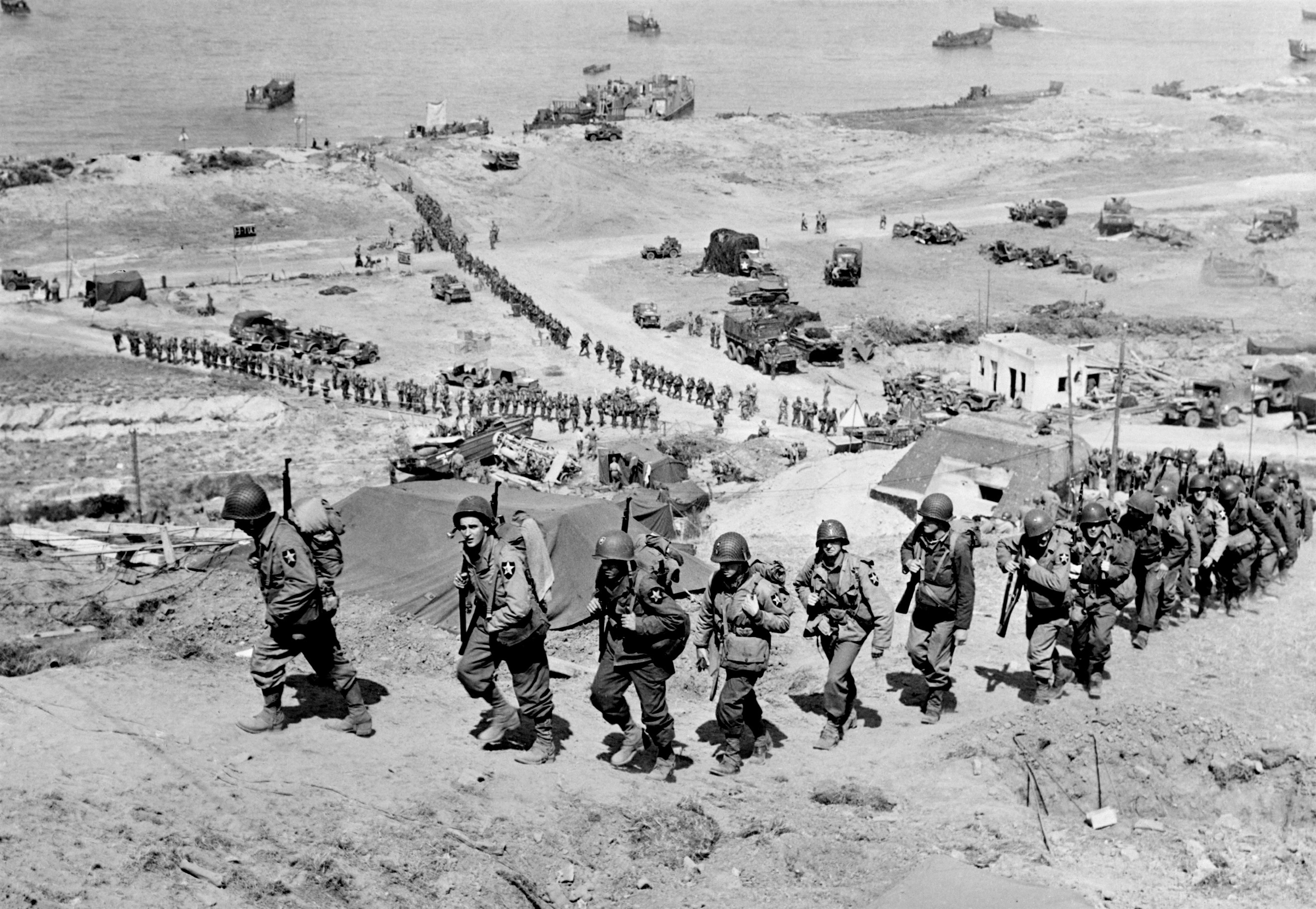
Trupper och utrustning landsätts på Omaha Beach.

Befälhavare ute till havs övervägde att avbryta anfallet helt och hållet och istället omdirigera styrkorna till Utah Beach. De mer eller mindre befällösa överlevande infanteristyrkorna lyckades dock bryta igenom taggtråden och de minerade fälten med hjälp av Bangaloretorpeder. De organiserade ett anfall upp mot klipporna och lyckades öppna några av utgångarna från stranden vilket gjorde att fler soldater kunde ansluta sig till anfallet inåt land. Tyskarnas betongvärn, som fortsatte att ösa kulregn över de allierades anfallsvågor på stranden, var försvarslösa när de anfölls bakifrån. Det vidsträckta nätverket av skyttegravar gjorde ändå att tyskarna för en stund kunde kämpa emot den anstormande allierade styrkan. I ett improviserat anfall gick flera jagare nästan på grund när de försökte komma förbi rökridån för att kunna öppna eld mot de tyska positionerna på klipporna. I och med anfallet stängdes tyskarnas reträttväg och förhindrade förstärkning att anlända.

## Förluster
Landstigningen vid Omaha Beach resulterade i att många amerikanska soldater fick sätta livet till. Den officiella historiken säger att redan 10 minuter efter det att ramperna på landstigningsfarkosterna hade fällts ned var det ledande kompaniet ur spel, utan befäl och praktiskt taget utan möjlighet att agera. Varje officer och sergeant var dödad eller sårad. Det hela rörde sig mera om en kamp för överlevnad och räddning[källa behövs]. Under första timmarna av anfallet förlorade den 40 000 man starka V armékåren över 3 000 man. Trots detta lyckades de överlevande omorganisera sig och pressa sig inåt land.
Förlusterna per enhet varierade men den första anfallsvågen led de största förlusterna. Vid anfallet var det lågvatten vilket blottade hindren som tyskarna placerat ut, så att de enkelt kunde undvikas av landsättningsfartygen. Större delen av anfallsstyrkan kunde landsättas på stranden. Minerade områden framför de fortifierade tyska positionerna eliminerades totalt. När landsättningsfartygens ramper ("mordhål" kallade) sänktes blottades hela besättningen för fientliga MG42-nästen. Andra enheter som hade turen att landsättas på delar av stranden som skymdes av rök eller låg mellan bunkrar, kunde ta sig upp på stranden utan större förluster.

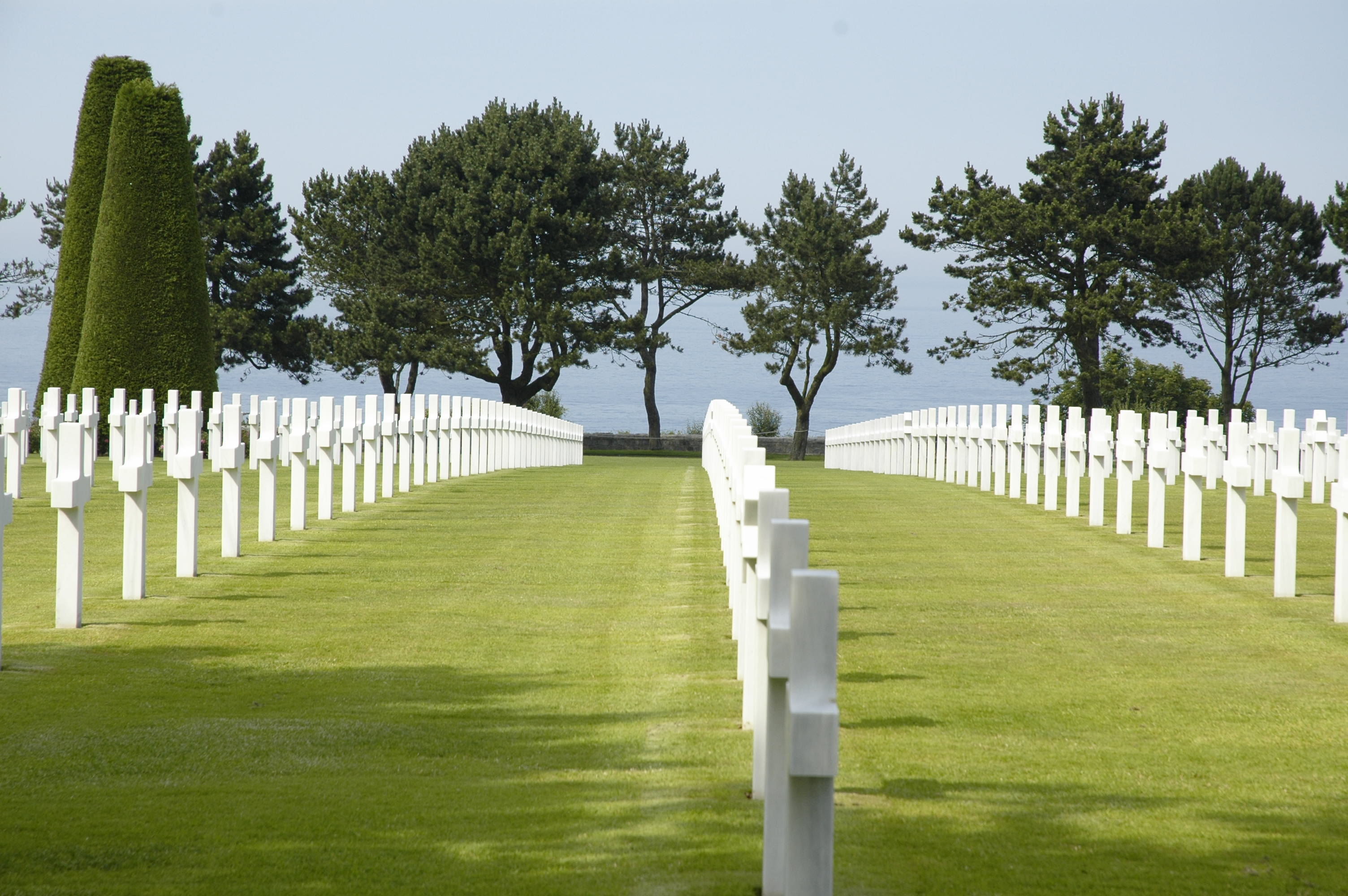
Krigskyrkogården vid Omaha beach.

På Omaha Beachs högsta topp efter strandområdet ligger en minnesträdgård där varje stupad allierad soldat representeras med ett stort vitt kors. Denna plats skildras i filmen Rädda menige Ryan (1998).

## Dramatiseringar
Landstigningen har skildrats i flera filmer och även i ett stort antal böcker.

### Filmer och tv-serier
- Den längsta dagen (1962)
- Attackdivisionen (1980)
- Rädda menige Ryan (1998)

### Musikvideor
- The Ghost of You av My Chemical Romance
- Primo Victoria av Sabaton

### Spel
- Medal of Honor: Frontline
- Medal of Honor: Allied Assault
- Battlefield 1942
- Brothers in Arms: Road to Hill 30
- Call of Duty 2: Big Red One
- Day of Defeat
- Day of Defeat: Source
- Battalion Wars (parodi)
- Worms 3D (parodi)
- Company of Heroes
- Counqers (parodi)
- Conkers Bad Fur Day (parodi)
- Insurgency: Day of Infamy
- Call of Duty WW2